# オーリン・ノリス
オーリン・ノリス（Orlin Norris、1965年10月4日 - ）は、アメリカ合衆国の男性プロボクサー。身長180cm、リーチ178cm。元WBA世界クルーザー級王者。
元WBC、IBF世界スーパーウェルター級王者テリー・ノリスは実弟。

## 来歴
1986年6月16日、プロデビュー。
1987年11月25日、NABF北米ヘビー級王者ラリー・アレクサンダー（アメリカ）に挑戦し、2-0の判定勝ちで王座を獲得した。
1989年4月25日、元WBA世界ヘビー級王者グレグ・ペイジ（アメリカ）と対戦し、3-0の判定勝ちで4度目の防衛に成功した。
1989年11月21日、6度目の防衛戦でトニー・タッブス（アメリカ）と対戦し、0-2の判定負け王座から陥落。試合後にタッブスの禁止薬物使用が発覚し、裁定は無効試合に変更となった。
1990年2月17日、NABF北米ヘビー級王座決定戦でバート・クーパー（アメリカ）と対戦し、8回TKO負けで王座返り咲きならず。
1990年11月17日、後のWBC世界ヘビー級王者オリバー・マッコール（アメリカ）とノンタイトルマッチで対戦し、2-1の判定勝ち。
1991年4月3日、NABF北米ヘビー級王座決定戦でライオネル・ワシントン（アメリカ）と対戦し、初回KO勝ちで王座に返り咲いた。
1991年6月3日、初防衛戦でトニー・タッカー（アメリカ）と対戦し、1-2の判定負けで王座から陥落した。
1991年8月17日、階級を下げNABF北米クルーザー級王者ジェシー・シェルビー（アメリカ）に挑戦し、10回負傷判定勝ちで王座を獲得。以後、3度の防衛に成功した。
1993年11月6日、WBA世界クルーザー級王座決定戦でマルセロ・フィゲロア（アルゼンチン）と対戦し、6回KO勝ちで世界王座を獲得した。
1994年1月9日、前年にUFC 1に出場したアート・ジマーソン（アメリカ）とノンタイトルマッチで対戦し、4回TKO勝ち。
1994年3月4日、アーサー・ウィリアムス（アメリカ）と対戦し、2-1の判定勝ちで初防衛に成功した。
1994年7月2日、アーサー・ウィリアムスとダイレクトリマッチで対戦し、3回TKO勝ちで2度目の防衛に成功した。
1995年3月17日、アドルフォ・ワシントン（アメリカ）と対戦し、3-0の僅差判定勝ちで4度目の防衛に成功した。
1995年7月22日、4度目の防衛戦でネート・ミラー（アメリカ）と対戦し、8回KO負けで王座から陥落した。
1997年12月13日、WBA世界ヘビー級王座挑戦者決定戦でヘンリー・アキンワンデ（イギリス）と対戦し、0-3の判定負け。
1998年5月22日、IBA世界スーパークルーザー級王座決定戦でアドルフォ・ワシントンと3年2か月ぶりに再戦し、3-0の判定勝ちで王座を獲得した。
1998年8月6日、ネート・ミラーと3年ぶりに再戦し、3-0の判定勝ちで初防衛に成功した。
1999年6月26日、ペレ・リード（イングランド）と対戦し、初回KO勝ち。
1999年10月23日、マイク・タイソン（アメリカ）と対戦。初回の終了ゴングが鳴らされた後のタイソンの左フックでダウンし、タイソンに減点2が課されたもののノリスが膝の脱臼により試合続行不可能となった。問題となったパンチが故意ではないと判断され、ノーコンテストとなった。
2001年1月27日、WBAインターコンチネンタルヘビー級王座決定戦でビタリ・クリチコ（ウクライナ}）と対戦し、初回KO負けで王座獲得ならず。
2005年7月21日、元IBF世界クルーザー級王者ワシリー・ジロフ（カザフスタン）と対戦し、0-1の判定ドロー。
2005年11月3日、オラ・アフォラビ（イングランド）と対戦し、7回TKO負け。この試合を最後に引退した。

## 獲得タイトル
- WBA世界クルーザー級王座（防衛4度）
- IBO世界クルーザー級王座